# Myrmecodia tuberosa
Myrmecodia tuberosa Jack, 1823 è una pianta epifita della famiglia delle Rubiacee, diffusa nel sud est asiatico, in Australia e in Nuova Guinea.

## Descrizione
È una pianta epifita il cui fusto presenta alla base un rigonfiamento tuberoso ricoperto di piccole spine, al cui interno è presente una rete di cavità e gallerie comunicanti con l'esterno attraverso minuscoli fori d'ingresso.

Le foglie sono opposte, da ellittico a oblanceolate, lunghe 10–47 cm e larghe 3–14 cm.

I fiori si sviluppano alla base del fusto, protetti da brattee tomentose e presentano 4 petali tubulari di colore bianco.

Il frutto è una drupa carnosa di circa 7 mm di lunghezza, di colore dal giallo al rosa.

## Ecologia
È una pianta mirmecofila che ospita all'interno della sua tuberosità basale colonie di Iridomyrmex spp.

## Distribuzione e habitat
La specie è diffusa nel sud-est asiatico, nell'Australia settentrionale (penisola di Capo York), in Nuova Guinea e nelle Isole Salomone.
È presente in diversi habitat, dalle mangrovie alle foreste pluviali d'alta quota, da 0 sino a 2500 m di altitudine.